# Carlos Cacho
Carlos Antonio Cacho Livora (Lima, 3 de enero de 1972) es un maquillador, estilista y presentador de televisión peruano, que ha destacado en diferentes programas de espectáculos de su país.

## Biografía

### Inicios
Carlos Cacho se formó como maquillador, trabajando para diferentes celebridades de la televisión peruana.[cita requerida] Previamente, en 1997 participó en un concurso de belleza trans bajo el seudónimo de Mónica Malpartida, consagrándose como ganador. Esta noticia fue dada en los medios de comunicación locales de la época. Posteriormente colaboró en un segmento de belleza junto Marco Antonio Gallego, cuando fue entonces asesor de Gisela Valcárcel.

### Carrera televisiva
El 2 de octubre del 2000 fue propuesto por la productora Michelle Alexander para asumir la conducción del programa de prensa rosa peruano Mil disculpas inicialmente transmitido por la cadena Austral Televisión. En junio del 2003 entra a ser  parte de la otra producción local Chiki Boom para Red Global con el mismo formato del antecesor.
Tras el éxito de sus programas como figura de la televisión, Cacho ingresa como jurado del programa concurso Bailando por un sueño en el año 2008, la cual inicia su etapa de colaboraciones con los programas de la productora GV Producciones, propiedad de Gisela Valcárcel.[cita requerida]
El 6 de agosto de 2009 fue presentado como parte de la conducción del espacio televisivo Amor, amor, amor  manteniéndose hasta mayo de 2010 y fue reemplazado por el presentador televisivo peruano Rodrigo González. Retomó su trabajo en Mil disculpas para el canal Panamericana hasta su cancelación a inicios de 2011.
Años después, Cacho fue jurado del reality de baile El gran show en 2013 por varias temporadas, retomando el rol a finales de 2022. Adicionalmente, inicia la nueva etapa de Mil disculpas en 2014 y fue coconductor del programa Mujeres arriba al lado de Mónica Hoyos, Laura Borlini y Antonio Pavón por ATV.
Fuera de su trabajo en la televisión, fue jurado en el evento local CosmoBeauty Professional en 2016 y es dueño de su propio salón de belleza bajo el nombre de Carlos Cacho Salon Boutique desde el año 2017, además de ser calificado por diario El Popular como «el estilista más caro de su país» debido a la cantidad de precio de sus peinados. Actualmente, participa como invitado ocasional de diferentes espacios televisivos como América hoy en el rol de opinólogo y panelista. Prestó su presencia en el videoclip del tema musical «Envidiosa», interpretado por la modelo Tilsa Lozano en 2015.
En el año 2023, Cacho asumió la dirección del Miss International Supreme, cuando adquirió la compañía desde Panamá. Sin embargo, generó controversia al aparecer en el segmento de telerrealidad La casa de Magaly del programa Magaly TV. En un episodio, realizó actos de transfobia contra Etza Reátegui al exigirle ser llamada por su nombre que figura en su documento nacional de identidad y no por el que ella ha elegido. En el episodio siguiente, Cacho pidió disculpas.
En 2024 oficializó su participación del programa de talentos de Mauricio Diez Canseco.

### Otras participaciones
El maquillador realizó varias obras universales como Yo, Cacho, Cacho en vivo e Historias de ultratumba (2025).

## Televisión
| Año       | Título                | Rol                                            | Emisión                 | Ref.             |
| --------- | --------------------- | ---------------------------------------------- | ----------------------- | ---------------- |
| 2000-2002 | Mil disculpas         | Presentador de espectáculos                    | Austral Televisión      | [ 5 ]            |
| 2010-2011 | Mil disculpas         | Presentador de espectáculos                    | Panamericana Televisión | [ 12 ]           |
| 2014      | Mil disculpas         | Presentador de espectáculos                    | Panamericana Televisión | [ 14 ]           |
| 2003-2004 | Chiki Boom            | Presentador de espectáculos                    | Red Global              | [ 7 ]            |
| 2008      | Bailando por un sueño | Jurado                                         | Panamericana Televisión | [ 8 ]            |
| 2009-2010 | Amor, amor, amor      | Presentador de espectáculos                    | Frecuencia Latina       | [ 10 ]           |
| 2013-2017 | El gran show          | Jurado                                         | América Televisión      | [cita requerida] |
| 2022      | El gran show          | Jurado                                         | América Televisión      | [ 13 ]           |
| 2014-2015 | Mujeres arriba        | Copresentador                                  | ATV                     | [ 17 ]           |
| 2019-2022 | Reinas del show       | Jurado                                         | América Televisión      | [ 32 ]           |
| 2023      | Magaly TV, la firme   | Participante de la secuencia La casa de Magaly | ATV                     | [cita requerida] |